# Phong trào Tiệc Trà

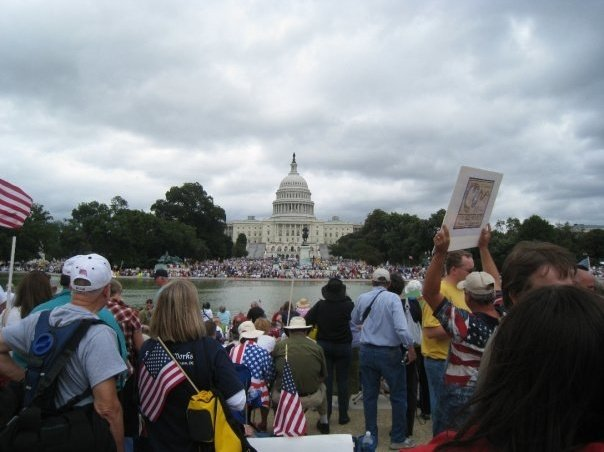
Những người của phong trào Tiệc trà biểu tình trên Bãi cỏ Tây Điện Quốc hội và Khu dạo chơi Quốc gia trong sự kiện Người đóng thuế Hành quân đến Washington ngày 12 tháng 9 năm 2009

Phong trào Tiệc trà (tiếng Anh: Tea Party movement) là một phong trào chính trị phân quyền cánh hữu tại Hoa Kỳ nổi bật chủ yếu vì kêu gọi giảm nợ công quốc gia và ngân sách liên bang bằng cách giảm chi phí và thuế má. Phong trào này được coi là một phần chủ nghĩa bảo thủ, một phần chủ nghĩa tự do cá nhân, và một phần chủ nghĩa dân túy. Phong trào đã tổ chức các cuộc biểu tình và ủng hộ các ứng viên chính trị kể từ năm 2009.
Tên của phong trào chơi chữ thuật ngữ đảng phái chính trị (political party) và Tiệc trà Boston (Boston Tea Party), một sự kiện gây ấn tượng trong lịch sử Hoa Kỳ năm 1773. Những người biểu tình chống thuế má tại nước Mỹ thường công nhận Tiệc trà Boston là nguồn cảm hứng. Các biểu tình vào Ngày đóng thuế vào những năm 1990 trở về trước nhắc đến Tiệc trà Boston. Vào năm 2001, một số nhà hoạt động bảo thủ đã sáng tạo phong tục gửi gói trà cho các nghị sĩ và viên chức khác qua bưu điện như một hành động tượng trưng.
Phong trào Tiệc trà không phải là một đảng chính trị quốc gia. Theo các cuộc thăm dò ý kiến, phần đông những người ủng hộ Tiệc trà tự nhận mình thuộc đảng Cộng hòa, và những người ủng hộ phong trào thường ủng hộ các ứng viên đảng Cộng hòa. Một số đảng viên Cộng hòa nổi tiếng là thành viên của những tổ chức thuộc phong trào Tiệc trà, bao gồm Sarah Palin, Dick Armey, Michele Bachmann, Marco Rubio, Ted Cruz, và Rand Paul.